# Majidea fosteri
Majidea fosteri är en kinesträdsväxtart som först beskrevs av Thomas Archibald Sprague, och fick sitt nu gällande namn av Ludwig Radlkofer. Majidea fosteri ingår i släktet Majidea och familjen kinesträdsväxter. Inga underarter finns listade i Catalogue of Life.